# Viola Myers
Viola Myers (Toronto, 30 novembre 1927 – Toronto, 15 novembre 1993) è stata una velocista canadese, vincitrice della medaglia di bronzo nella staffetta 4×100 metri ai Giochi olimpici di Londra nel 1948.

## Biografia
Nei giochi olimpici inglesi del 1948, nella staffetta 4×100 metri vinse il bronzo con Nancy Mackay-Murrall, Dianne Foster e Patricia Jones.
Ai 100 metri piani negli stessi giochi olimpici giunse quarta.

## Palmarès
| Anno | Manifestazione             | Sede   | Evento                | Risultato | Prestazione | Note |
| ---- | -------------------------- | ------ | --------------------- | --------- | ----------- | ---- |
| 1948 | Giochi della XIV Olimpiade | Londra | Staffetta 4×100 metri | Bronzo    | 47”8        |      |